# Tropidion fernandezi
Tropidion fernandezi là một loài bọ cánh cứng trong họ Cerambycidae.